# Pegomya versicolor
Pegomya versicolor är en tvåvingeart som först beskrevs av Johann Wilhelm Meigen 1826.  Pegomya versicolor ingår i släktet Pegomya och familjen blomsterflugor. Arten har ej påträffats i Sverige. Inga underarter finns listade i Catalogue of Life.